# ドイツ・ポーランド関税戦争

1923年のポーランドと周辺諸国

ドイツ・ポーランド関税戦争 （ドイツ語: Deutsch-Polnischer Zollkrieg ポーランド語: Wojna celna między Polską a Niemcami）は、ヴァイマル共和制下のドイツと第二共和制下のポーランドの間に存在した政治的・経済的対立を指す。実際に両国間で戦闘行為が行われたわけではない。ドイツ国初代大統領フリードリヒ・エーベルト（ドイツ社会民主党）の没後まもなく勃発し、公式には1934年3月に終結した。

## 概要
対立のきっかけは、ポーランドが第一次世界大戦の戦勝国として有していた、ドイツとの貿易における特権の有効期限が切れたことだった。そこでドイツ政府は関税の引き上げを試み、ポーランドの対独輸出の中心を担っていたポーランド石炭鉱業に打撃を与えた。報復として、ポーランドもドイツからの輸入品にかける関税を引き上げた。ドイツはこの事件によってポーランドの経済を停滞させ、相手の譲歩を引き出そうとする政策をとった。その際、ドイツ政府は報復主義的なポーランドへの領土要求もともに行った。ポーランドは窮地に立たされたが、他の周辺諸国と新たな貿易関係を築いて耐えきった。その過程で1926年に5月クーデターが発生し、ユゼフ・ピウスツキ政権が誕生するきっかけにもなった。

## 背景
1918年、ポーランドは123年ぶりに外国による統治から解放された。しかし分割の影響が残ったり、第一次世界大戦、次いでポーランド・ソビエト戦争で国土が荒廃したため、新生ポーランドの経済状況は芳しくなかった。1919年の時点で、ポーランドの工業生産は戦争が始まった1914年時点と比べ70パーセントも減少しており、新政府にはこれを復興する難題がふりかかった。ポーランド国内でも3つの旧宗主国が治めていた地域それぞれで状況が異なり、たとえば通貨制度が異なるなどの問題もあった。さらにポーランドは、バルト海における経済的な重要拠点でもある自由都市ダンツィヒを自国領に組み入れることに失敗していた。
また、戦前のロシア領ポーランドはロシア帝国の工業生産の15パーセントを担い、経済的にロシア本国と強く結びついていたが、ロシア革命でソビエト連邦が成立したため、ポーランドは東方の市場をも失うことになった。オーストリア領だったガリツィア地方も、オーストリア＝ハンガリー帝国崩壊により19世紀以来のオーストリアやボヘミアとの経済関係を失った。新生ポーランド最大の同盟者フランスはあまりに遠く、パリとの貿易関係もそれほど深くなかった。結果として、ポーランドの主要な貿易相手は西隣のドイツということになる。1925年の時点でポーランドの対外貿易の40パーセントをドイツが占めており、しかもポーランド西部の上シロンスクやヴィエルコポルスカ、ポメレリアといった最も先進的な地域はいずれもドイツに強く依存していた。1925年まで、ポーランド領上シロンスクは産出石炭の半分をドイツに輸出していた。というのも、ポーランド国内の石炭需要がかなり低く、1913年時点のわずか35パーセントという水準だったためである。

## ポーランド・ドイツ関係

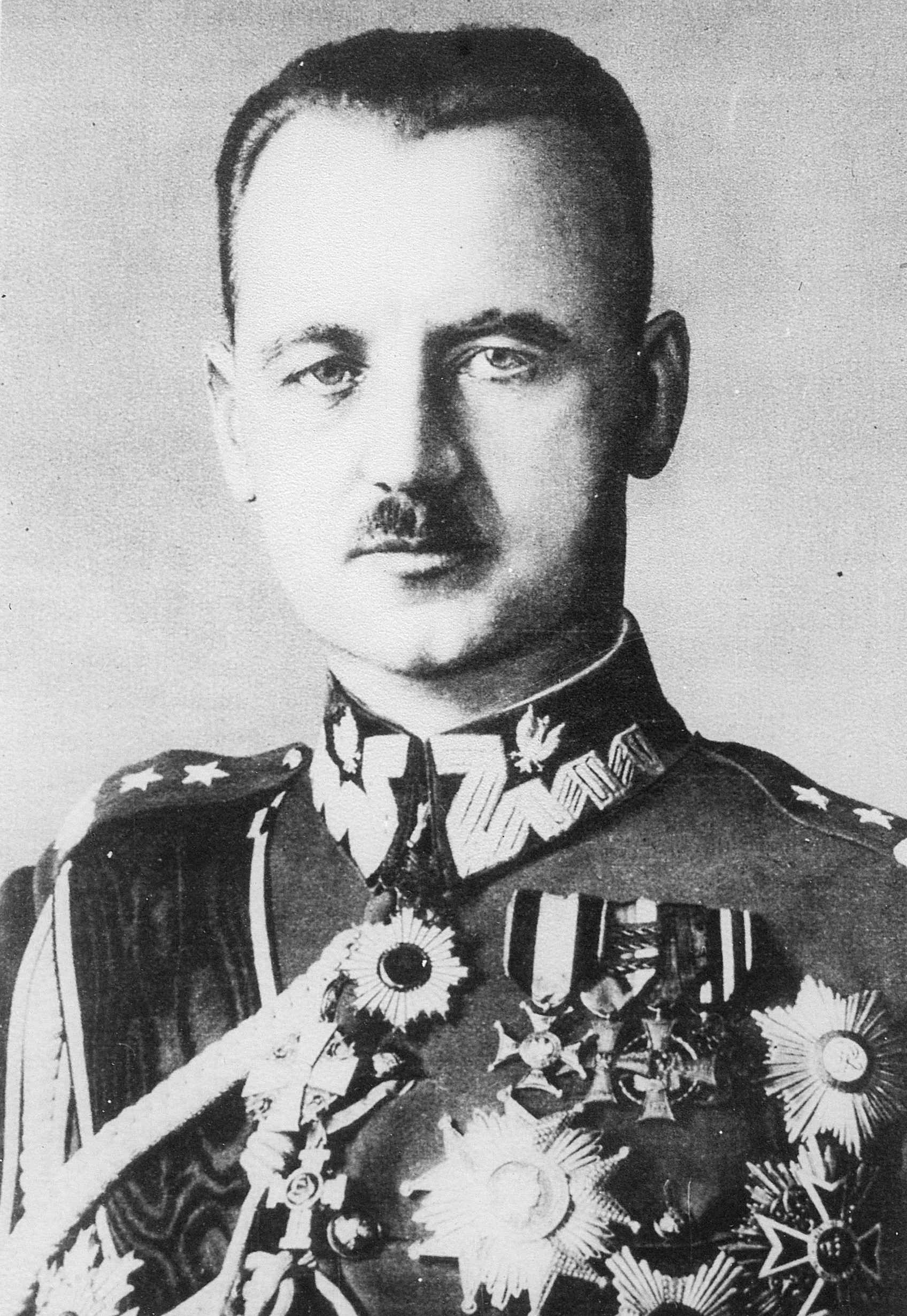
ポーランド首相ヴワディスワフ・シコルスキ

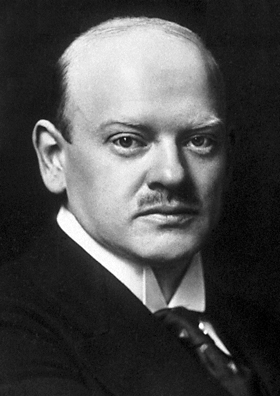
ドイツ外相グスタフ・シュトレーゼマン

第一次世界大戦後、ドイツは国土の東部にあたるポーゼン州や西プロイセンをポーランドに割譲した。元をたどればこの地域はポーランド分割の際にプロイセンがポーランドから奪った地であり、大戦末期にはポーランド人の蜂起が発生していた。これ以外のポーランド要求地の行く末は、東プロイセン住民投票や上シュレージエン住民投票などといった住民投票にゆだねられることになった。こうしたドイツ領ポーランドには15万4000人のドイツ人入植者が暮らしており、これに加えて37万8000人のドイツ将兵が駐屯していた。
戦間期初期、ドイツは第二共和制ポーランドを「一時的な国家」（ザイゾンシュタート）などと呼んでおり、両国間の緊張が高まっていた。ドイツは国際的に取り決められた両国間の国境を一切承認せず、1919年のヴェルサイユ条約締結後から、条約改定とポーランドに奪われた領土の奪還に向けて動き出した。ドイツは領土回復を達するために、ポーランド領となった地域にドイツ人が居住していることを強調した。シロンスク（シュレージエン）や旧ドイツ領ポーランドに住んでいた「民族的ドイツ人」の中で、ポーランド人になることを選択したのはごく少数だった。大部分はドイツ市民権を取って土地を離れることを選択（opt）した。彼らの集団はオプタンテン(Optanten)と呼ばれた。1924年には、ドイツの置かれた立場は内外ともに好転しつつあった。1924年8月30日のウィーン会談で、ドイツ・ポーランド領政府はポーランドに住みながらドイツ市民権を選んだドイツ人（オプタンテン）28,000人–30,000人と、ドイツに住みながらポーランド市民権を選んだポーランド人（オプタンツィ）5,000人を交換することで合意した。ドイツは1926年に国際連盟加盟も果たし、ポーランドに対する優位を固めていった。
ポーランド政府は、厳しいポーランド市民権付与の基準を維持しようとした。戦後の混乱でポーランドに残っていたドイツ人（主に、ポーランド領内に駐留していた軍人や役人)は潜在的なオプタンテンと見なされた。 ポーランドで締結された少数者条約（小ヴェルサイユ条約）で、ポーランド国内にいる旧宗主国の市民権保持者のうち、ポーランド市民権を拒否した者は、1923年1月10日までに国外退去するよう迫られた。 ヴェルサイユ条約によって、ポーランドを含む戦勝国は、ドイツ人の資産を清算する権利を与えられていた。ヘルムート・リッペルトは、ドイツがポーランドに住む少数派ドイツ人を、ポーランドへの報復主義的な目的のために政治利用したと述べている。同年、ポーランド首相ヴワディスワフ・シコルスキは、精力的かつ早急にドイツ人の資産を清算し、オプタンテンを立ち退かせることで、新領土において続いてきたドイツ化を終わらせなければならないと主張した。しかしドイツ人住民は、ポーランド政府の西部国境に関する主張に不満を持っていた。ポーランドの強硬姿勢に対し、ドイツ政府の反ポーランド感情にも火が付いた。
1925年、ロカルノ条約を結んだドイツ外相グスタフ・シュトレーゼマンは、東部国境を平和的に改変する自由をフランスから認められた。またシュトレーゼマンは、ポーランド経済の安定につながるようなあらゆる国際組織への関与を拒否した。彼は駐ロンドン大使に向けて、「最終的なポーランドの再構成は、国境が我らの意に従って定まるまで、また我らの立場が十分に強まるまで待たねばならない」、また国境が定まるというのは「ポーランド経済・金融の不安が極度に高まり、ポーランドの政治力が無力と言える状態に落ちるまで」起こらない、などと書き送っている。ただし、シュトレーゼマンには経済戦争を起こす意図はなかった。しかしドイツの新聞はあからさまに経済戦争を煽り、ポーランド国家の崩壊を求めた。フランクフルター・ツァイトゥング紙は、1924年6月14日の記事で「ポーランドは経済戦争の末に致命傷を負うに違いない。その血とともに力が流れ出て、最後には、その独立も（失われるだろう）。」と書いている。

## 関税戦争
第一次世界大戦後まもなくの対ドイツ貿易はヴェルサイユ条約で取り決められていた。この条約で、ドイツは連合国の中心だった三国協商のみならず、独立した東欧諸国にも極度の譲歩を求められていた。旧ドイツ帝国領で新たにポーランド領となった地域での生産品は、その地域の経済破綻を防ぐため、関税を免除された。また1922年に結ばれたジュネーヴ条約では、ドイツはポーランド領上シロンスクで産出された石炭を一定量輸入することを義務付けられた。両条約とも、その有効期限は1925年6月15日となっていた。
1924年6月、ポーランドで新関税法が成立した。これは他の競争国からポーランド市場を守り、金融ニーズを補うことを目的とした法であった。またこの法は、将来の他国との貿易協定締結の下地となる予定だった。一方で、ポーランドが二国間協定を結んだフランス、チェコスロバキア、ハンガリー、ギリシャからの輸入品には100パーセントの関税がかけられた。
ポーランドは関税特権の更新を求めたが拒絶された。1925年初頭の交渉では、ドイツは貿易問題や少数ドイツ人の問題などをとりあげて、交渉を長引かせようとした。そして6月15日、ポーランドの特権を認めた諸条約が失効した。ドイツはポーランドに対し、ヴェルサイユ条約による特権の期限延長を諦めるよう、また6か月前に終了していたウィーン会談での合意を改定するよう要求した。ドイツとしてはポーランドが譲歩することを望んでおり、そうなれば再びドイツ人商人が国境を行き来できると考えていた。一方でドイツの政治的・経済的影響を取り除こうとしていたポーランドにとっては、これはあまりにも繊細な問題だった。
またドイツは、ポーランド領内に住む少数派ドイツ人へ特権を付与することも要求した。

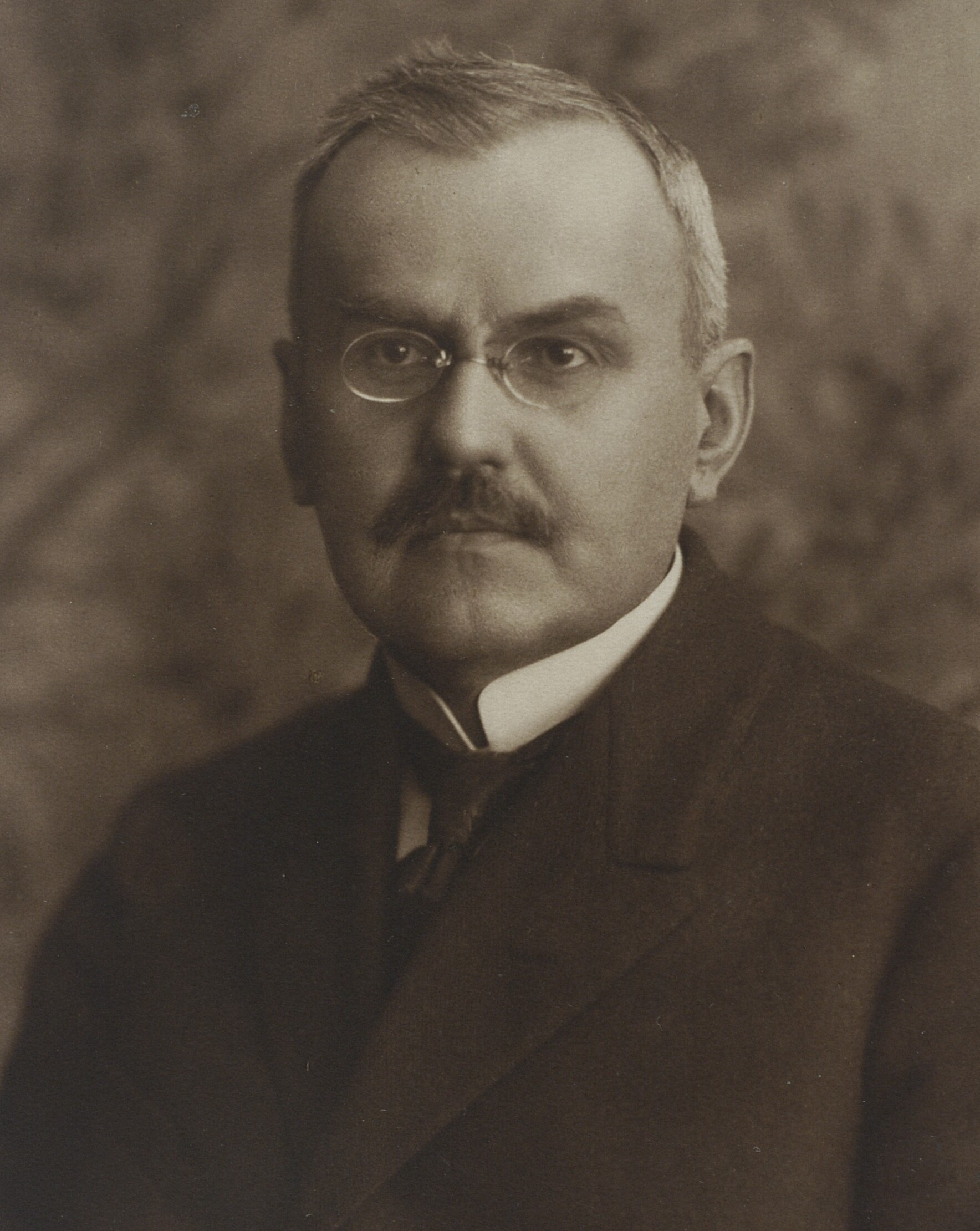
ポーランド首相ヴワディスワフ・グラプスキ

1925年1月、ドイツは主権を回復し、それに伴いポーランドからの全石炭輸入を停止し、すべてのポーランド製品に対する関税を引き上げた。一部製品に対しては禁輸措置まで取られた。
ワルシャワのポーランド政府は、対抗措置としてドイツ製品に掛ける関税を引き上げた。1925年3月3日に行われた交渉では、ドイツは石炭取引の旧情回復と引き換えに、ポーランド内の少数派ドイツ人にさらなる特権を与えるよう要求したが、ポーランドに拒絶された。
通貨ズウォティの価値は下落し、ポーランド内の工業生産も縮小の一途をたどった。最も大きな打撃を被ったのは、ポーランドで最も先進的な地域にして最もドイツに依存していた上シロンスクだった。1925年11月、ヴワディスワフ・グラプスキ政権が崩壊した。
またドイツは、ポーランドがイギリスに求めていた融資についても妨害をかけた。ドイツは、ポーランド国家を間接的に崩壊させた後にその領土を併合しようと企んでいたのである。
1926年12月10日、ポーランド使節団が問題の平和的解決を取りまとめようとしたのに対し、シュトレーゼマンは、国境問題が解決されるまでドイツ・ポーランド関係の正常化はあり得ないとして、対話を拒絶した。彼は「領土問題」の示す範囲として、上シロンスク（シュレージエン）、ポンメルン、ダンツィヒ（グダンスク）を挙げた。ドイツ帝国銀行総裁ヒャルマル・シャハトはこれに同意して、上シロンスクとポーランド回廊がドイツに返還されて初めて、ポーランドとのあらゆる経済合意が結べると主張した。ロバート・スポールディングは、時間が経つにつれて「ドイツの政治的要求は空想的な域にまで膨れ上がった」と述べている。
関税戦争は、公式には1934年3月にドイツ・ポーランド不可侵条約が結ばれるまで続いた。チェコスロバキアやオーストリア、イタリアが対ポーランド鉄道輸送関税を引き下げ、石炭を積極的に輸入することでポーランドを救った。スカンディナヴィア諸国も、1926年のイギリスゼネストの影響で対ポーランド市場を開放している。

## その後

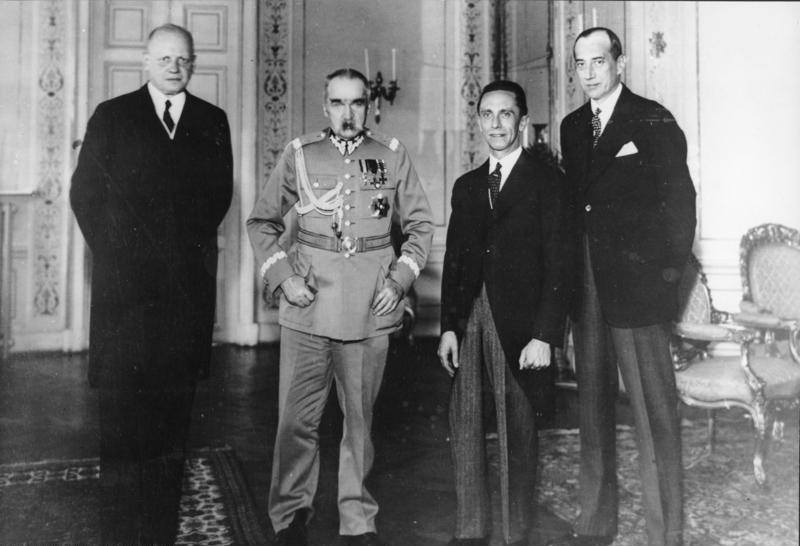
ドイツ・ポーランド関税戦争の終結から3か月後の1934年6月15日にワルシャワで会談した、（左より）ドイツ大使ハンス＝アドルフ・フォン・モルトケ、ポーランド国家元首ユゼフ・ピウスツキ、ドイツ国民啓蒙・宣伝相ヨーゼフ・ゲッベルス、ポーランド外相ユゼフ・ベック。

国際貿易の破綻に直面したポーランドは国内移住政策を進め、地方人口が増大した。失業者は2大公共事業、すなわちバルト海のグディニャ港建設と、上シロンスクとグディニャを結ぶポーランド石炭輸送鉄道建設に吸収された。ズウォティ安の状況でバルト海対岸のスカンディナヴィアに石炭を輸出できたことは、ポーランドにとって大きな収入源になった。
皮肉なことに、ポーランドはこの経済戦争を経て少なからぬ利益を得ることになった。ドイツ1国への依存を脱却して周辺国との新たな貿易関係を構築することに成功したし、国内で窮地に対応しようとも試みた結果、広範な近代化の進展にもつながった。特にグディニャ港は目覚ましい発展を遂げた。一方、貧困や失業の問題が拡大したことで、ストライキやデモが頻繁に発生するようになり、これを受けた政府の政策も急進化していった。1926年にユゼフ・ピウスツキが起こした5月クーデターも、そのような状況下で発生した事件だった。
ドイツ経済にとっては、ポーランドとの関税戦争の影響は小さなものであった。というのも、ドイツの対外輸出に占める対ポーランド貿易の割合はわずか4、5パーセントにすぎなかったからである。